# Атталь, Анри
Анри́ Атта́ль (фр. Henri Attal; 13 мая 1936 года, Париж — 24 июля 2003 года, Кюк) — французский актёр. Сыграл во французском кино множество ролей второго плана. Российскому зрителю более всего известен по роли охранника Фантомаса в кинотрилогии «Фантомас», «Фантомас разбушевался», «Фантомас против Скотланд-Ярда».

## Биография
Дебютировал в кино в фильме «Милашки» (1959). Один и в компании с Домиником Зарди сыграл более чем в 150 фильмах.
Последние годы жизни провёл в нужде. Умер от приступа астмы. Похоронен на кладбище в Берке. На похороны пришли только Доминик Зарди и Жан-Пьер Мокки.

### Анекдоты
На пресс-конференции режиссёра Андре Юнебеля спросили, почему он снимает такие незначительные фигуры, как Анри Атталь и Доминик Зарди. Доминик Зарди ответил, процитировав Ремю: «Вы знаете, баранья нога — это хорошо, но особенно хорошо в ней не мясо, а зубчик чеснока. Это не я сказал, это — Ремю».

## Фильмография
- Милашки (1959) —
- Самый длинный день (1961) —
- Прекрасная американка (1961) —
- Ухажёры (1961) —
- Женщина есть женщина (1961) —
- Любите ли вы Брамса? (1961) —
- Жить своей жизнью (1962) —
- Ландрю (1963) —
- Мелодия из подвала (1963) —
- Взорвите банк (1964) — землекоп
- Фантомас (1964) — телохранитель Фантомаса
- Тигр любит свежее мясо (1964) —
- Охота на мужчину (1964)
- Тигр душится динамитом (1965)
- Мари Шанталь против доктора Ха (1965)
- Безумный Пьеро (1965)
- Фантомас разбушевался (1965) — телохранитель Фантомаса
- Демаркационная линия (1966)
- Мужское — женское (1966) — человек, целующий другого мужчину (нет в титрах)
- Большие каникулы (1967)
- Фантомас против Скотланд-Ярда (1967) — Годфри, водитель старого автомобиля
- Лани (1968)
- Супермозг (1969)
- Топаз (1969)
- Неверная жена (1969)
- Тайна фермы Мессе (1970) — бандит
- Борсалино (1970) —
- Жандарм на прогулке (1970) —
- Перед тем, как опустится ночь (1971) —
- Джо (1971) —
- Доктор Пополь (1972) —
- Дон Жуан-73 (1973) —
- Поезд (1973)
- Нада (1974)
- Вечеринка удовольствий (1975)
- Четыре мушкетёра Шарло (1974)
- Борсалино и компания (1974)
- Невинные с грязными руками (1975)
- Не упускай из виду (1975) — контроллёр в поезде
- Прощай, полицейский (1975)
- Труп моего врага (1976)
- Банда (1977)
- Спешащий человек (1977)
- Склока (1978)
- Виолетта Нозьер (1978)
- Побег (1978)
- Военврач (1979) — конвойный солдат
- Кто есть кто (1979)
- Придурки на экзаменах (1980) — Мохаммед
- Троих надо убрать (1980)
- Укол зонтиком (1980) — (нет в титрах)
- За шкуру полицейского (1981) — (нет в титрах)
- Отверженные (1982)
- Вне закона (1983)
- Откройте, полиция! (1984)
- Цыплёнок под уксусом (1985) — служащий в морге
- Маски (1987)
- Крик совы (1987)
- Одиночка (1987)
- Женское дело (1987)
- Тихие дни в Клиши (1990) — зритель в кинотеатре, прохожий на улице
- Мадам Бовари (1991)
- Тотальная слежка (1991)
- Неизвестный в доме (1992)
- Бетти (1992)
- Ад (1994)
- Бонсуар (1994)
- Ставки сделаны (1997)
- Цветок зла (2003)